# 鄂西獐牙菜
鄂西獐牙菜（学名：Swertia oculata）为龙胆科獐牙菜属下的一个种。

## 扩展阅读
- 維基物種上的相關：鄂西獐牙菜